# Vendat
Vendat település Franciaországban, Allier megyében. Lakosainak száma 2269 fő (2022. január 1.). Vendat Broût-Vernet, Charmeil, Espinasse-Vozelle, Saint-Pont és Saint-Rémy-en-Rollat községekkel határos.

## Népesség
A település népessége az elmúlt években az alábbi módon változott:
| Lakosok száma | 932  | 1613 | 1881 | 2124 | 2226 | 2200 | 2216 | 2249 | 2262 | 2269 |
|               | 1968 | 1982 | 1990 | 2006 | 2013 | 2015 | 2017 | 2019 | 2020 | 2022 |